# Metrotranvia di Tampere
La metrotranvia di Tampere (in finlandese: Tampereen raitiotie) è un sistema di trasporto pubblico in costruzione nella città di Tampere, Finlandia. A partire dal 2001 sono stati condotti degli studi di fattibilità come parte di un piano regionale per i trasporti pubblici.  Nel novembre del 2016, il consiglio cittadino di Tampere ha approvato il piano per costruire il sistema da 330 milioni di euro, con l'obiettivo di terminare la prima fase entro il 2021 (dal centro città fino a Hervanta e TAYS), e la seconda entro il 2024 (dal centro città a Lentävänniemi).
Diversamente da Turku, un'altra città finlandese che sta pianificando la costruzione di una metrotranvia, Tampere non ha mai avuto una rete tranviaria o metrotranviaria in passato. La costruzione di una rete tranviaria a Tampere è stata seriamente presa in considerazione tra il 1907 e il 1929, per poi venire accantonata a causa dei costi eccessivi.

## Materiale rotabile
La metrotranvia di Tampere sarà servita da tram Artic X34 della Škoda Transtech. Il design dei tram è stato finalizzato nel 2018.